# Ossing (Mamfé)
Ossing est un village du Cameroun situé dans le département de la Manyu et la Région du Sud-Ouest. Il fait partie de la commune de Mamfé.

## Histoire
En 1912, sous l'occupation allemande, Ossing accueille une mission catholique.